# Гомоаргинин
L-Гомоаргинин (L-hArg) (2S)-2-амино-6-(диаминометилиденамино)гексановая кислота — некопируемая катионная аминокислота, которая может быть синтезирована при катаболизме лизина или трансаминирования его предшественника — Аргининa (Arg). Эти процессы включают использование орнитин-транскарбамоилазы (ОТС), фермента из цикла мочевины или аргинина; глицин-амидинотрансферазы (AGAT), фермента из пути биосинтеза креатина. Эти ферменты являются тканеспецифичными, поэтому они синтезируют гомоаргинин в животных и человеческих органах, таких как печень, почки, мозг и тонкий кишечник.
Гомоаргинин играет важную роль в патофизиологических состояниях, функциях эндотелия и процессах энергетического обмена в различных органах. Эти функции зависят от концентрации доступного гомоаргинина в организме. Изменение концентрации гомоаргинина в организме может быть связаны с заболеваниями, такими как сахарный диабет, сердечно-сосудистые и цереброваскулярные заболевания, хронические заболевания почек, ограничение внутриутробного роста (IUGR) и преэклампсия (PE) при нарушениях беременности, а также приводить к смерти.
Плазменные концентрации гомоаргинина обратно коррелирует с риском сердечно-сосудистых заболеваний и общей смертности, повышенным риском возникновения инсульта, застойной сердечной недостаточности и гипертрофии левого желудочка, старением, курением, индексом массы тела, беременностью. Кроме того, влияние гомоаргинина на синтез оксида азота (NO) было связано с повышенным риском инсульта и атеросклероза, поскольку снижение уровня гомоаргинина увеличивало толщину интима‐медиа аорты. Низкая концентрация гомоаргинина в плазме крови также значительно связана с прогрессированием хронической болезни почек, а также с переходом на диализ и смертностью, указывая на то, что низкие концентрации гомоаргинина в плазме крови могут быть ранним индикатором почечной недостаточности и потенциальной мишенью для предотвращения прогрессирования заболевания.

## Случаи
Гомоаргинин является ингибитором роста золотистого стафилококка, кишечной палочки и Candida albicans, что указывает на то, что он подавляет определённые пути роста и прорастания микроорганизмов. Предполагается, что гомоаргинин является антиметаболитом аргинина. Многие исследования показали, что в большинстве случаев он действует как конкурентный ингибитор, но есть также противоречивые исследования, показывающие, что он также является органоспецифичным, неконкурентным ингибитором. Исследования также показали, что он токсичен при поражении Insecta и Rattus norvegicus. При его ингибировании также часто встречается при заболеваниях легких, шейки матки, яичек и является ингибитором специфических для костей и печени ферментов щелочной фосфатазы. Это производное аминокислоты также встречается при пролиферации клеток мышиной остеосаркомы.
Было обнаружено, что уровни гомоаргинина повышаются во время беременности, но проводятся дополнительные исследования, чтобы полностью подтвердить это.

## Производство
Гомоаргинин образуется как производное лизина в результате реакций, аналогичных реакциям цикла мочевины. Так же, как в цикле мочевины, при её синтезе орнитин заменяется лизином. Орнитинтранскарбамилаза является основным ферментом для синтеза гомоаргинина. Производство гомоаргинина основано на активности этого фермента. Хотя орнитинтранскарбамилаза обладает более высоким сродством к орнитину, в конечном итоге она также катализирует реакцию трансаминирования лизина, которая запускает выработку гомоаргинина. Причина, по которой он также катализирует эту реакцию с лизином, заключается в низкой селективности субстрата в реакции.
Другой путь производства гомоаргинина включает глицинамидинотрансферазу (AGAT). Этот фермент обычно действует путем переноса амидиногруппы из аргинина в глицин, что приводит к образованию гуанидиноуксусной кислоты, которая впоследствии метилируется гуанидиноацетатметилтрансферазой (GAMT) с образованием креатина. Однако глицинамидинотрансфераза (AGAT) иногда действует, используя в реакции лизин вместо глицина, поэтому лизин становится акцептором амидиногруппы, что приводит к образованию гомоаргинина.

## Использование
Гомоаргинин используется в клинических исследованиях, часто на крысах, для изучения его влияния на здоровье сердечно-сосудистой системы, действуя как ингибитор органоспецифических реакций, а также в качестве стимулятора в некоторых случаях.
Недавно было проведено исследование на тему гомоаргинина, связанного с сердечной недостаточностью и внезапной сердечной смертью у пациентов, находящихся на гемодиализе. Исследование проводилось на 1255 больных диабетом, находящихся на гемодиализе, в течение 4 лет наблюдения. Результаты показали целый ряд различных событий, таких как внезапная сердечная смерть, инфаркт миокарда, инсульт и даже смерть из-за сердечной недостаточности. Расчеты исследования показали, что риск внезапной сердечной смерти увеличился в три раза при снижении уровня гомоаргинина на единицу. Это объясняет сильную связь застойной сердечной недостаточности и гипертрофии левого желудочка с низким уровнем гомоаргинина. Кроме того, это исследование представило доказательства повышенного риска инсульта при низких концентрациях гомоаргинина. Тем не менее, некоторые случаи, такие как инфаркт миокарда, не показали какой-либо значимости в отношении низких уровней корреляции гомоаргинина.